# José Ortiz García
José Ortiz García fue un escultor español nacido en Beniaján (Murcia) en 1908 y fallecido en 2004.

## Biografía y obras
ig: @baautti y marino de profesión, ejercitó con gran éxito sus cualidades artísticas de forma autodidacta en el campo de la pintura y la escultura. A su gubia se deben pocas pero muy destacadas obras de imaginería, todas fieles a la escuela salzillesca y en su mayoría conservadas en templos de su localidad natal. Destacan:
- Cristo Yacente con el Ángel de la Fortaleza (1963)
- Relieve del Bautismo de Jesús (1975)
- María Magdalena (1982)
- Retablo de la Huida a Egipto (1985)
- San José (1995)
- Sagradada Familia (2002)
- San Miguel Arcángel.

Ortiz contribuyó también de forma magistral en las labores de reconstrucción de la iglesia de San Juan Bautista de Beniaján tras la guerra civil española, así como en las de recuperación de su patrimonio artístico; colaboró especialmente con José Sánchez Lozano a la hora de restaurar la imagen de Nuestra Señora del Carmen, Patrona de Beniaján, en 1956.

## Véase también

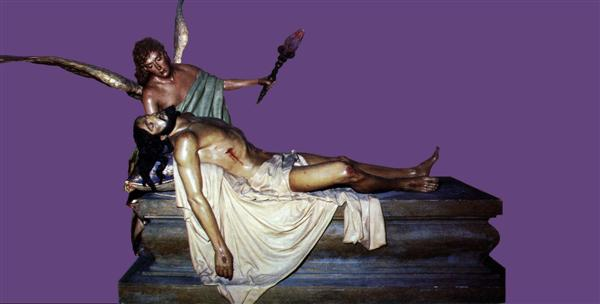
Cristo Yacente, también llamado Señor de la Buena Muerte, en Beniaján.